# Capella (Huesca)
Capella ist eine Gemeinde der Provinz Huesca in der Autonomen Gemeinschaft Aragonien in Spanien. Capella liegt in der Comarca Ribagorza im Tal des Río Isábena.

## Gemeindegebiet
Im Jahr 1926 ist die Ortschaft La Puebla de Mon aus Capella ausgeschieden und hat sich Graus angeschlossen. Das Gemeindegebiet schließt seit 1965 die frühere Gemeinde Laguarres ein. Zu Capella gehört auch die kleine Ortschaft Pociello.

## Sprachliche Zuordnung
Laguarres wird in einigen Quellen dem katalanischsprachigen Gebiet der Franja de Aragón zugerechnet, während Capella und Porciello traditionell dem aragonesischsprachigen Gebiet angehören.

## Bevölkerungsentwicklung
Demographische Daten für Capella von 1842 bis 2001:
| 1842 | 1877 | 1887 | 1897 | 1900 | 1910 | 1920 | 1930 | 1940 | 1950 | 1960 | 1970 | 1981 | 1991 | 2001 |
| ---- | ---- | ---- | ---- | ---- | ---- | ---- | ---- | ---- | ---- | ---- | ---- | ---- | ---- | ---- |
| 543  | 791  | 600  | 588  | 592  | 622  | 610  | 611  | 561  | 498  | 439  | 563  | 534  | 456  | 383  |

## Sehenswürdigkeiten
- Pfarrkirche San Martín (von Tours)
- Einsiedelei San Martín de la Sierra
- Einsiedelei San Ramón
- Einsiedelei San Vicente
- Romanische Brücke, seit 2002 als Bien de Interés Cultural geschützt

## Persönlichkeiten
- José Francisco Clavera Oncins (Capella, 1721 – Bologna (Italien), 1788). Jesuit und Naturforscher.